# Catena (comentário bíblico)

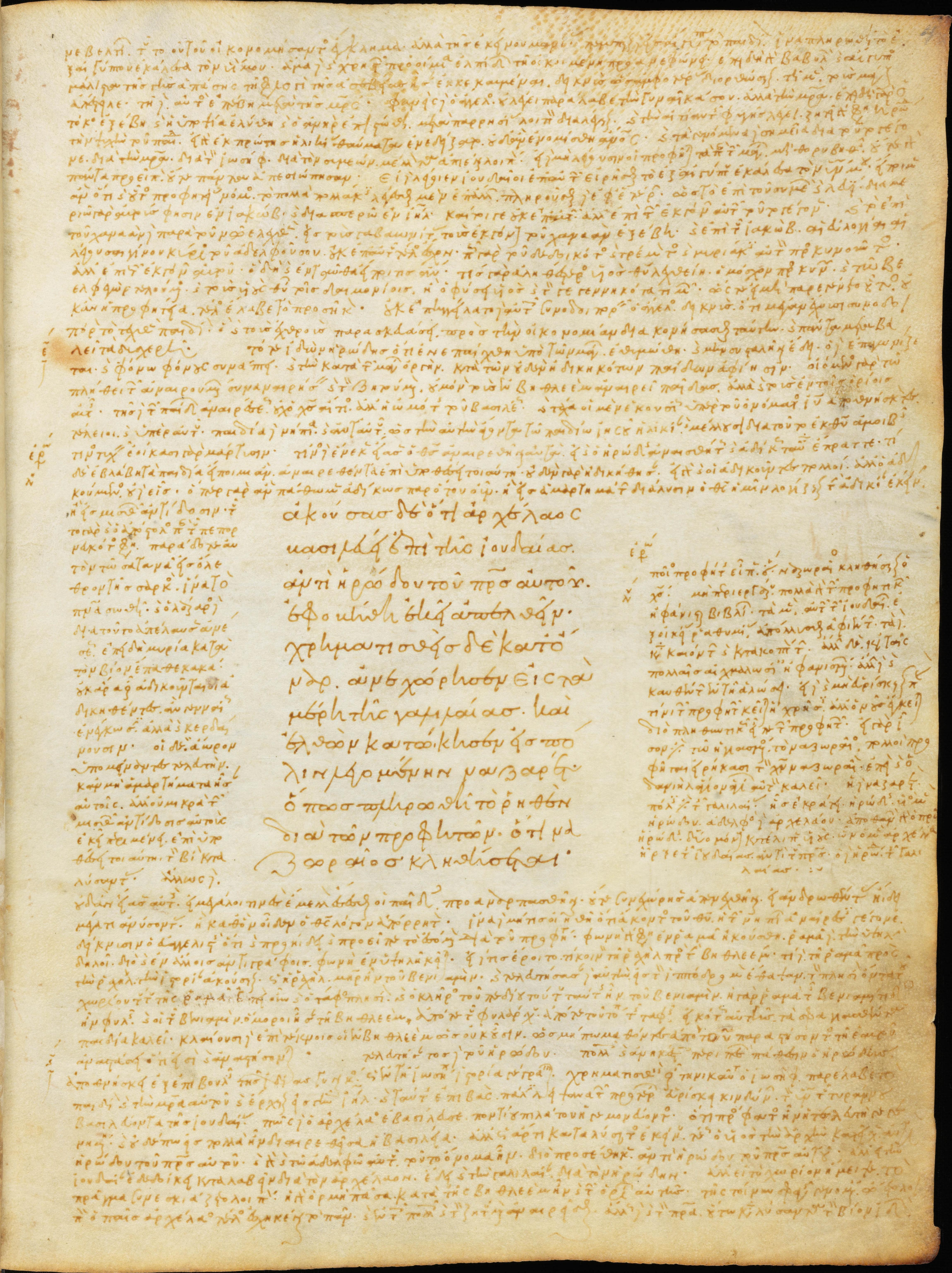
O texto bíblico rodeado por uma catena, em Minúsculo 556

Uma catena (do latim catena, uma cadeia) é uma forma de comentário bíblico, versículo por versículo, composto inteiramente de trechos de comentaristas bíblicos anteriores, cada um introduzido com o nome do autor, e com pequenos ajustes de palavras para permitir a todo para formar um comentário contínuo.
Os textos são compilados principalmente de autores populares, mas muitas vezes contêm fragmentos de certos escritos patrísticos agora perdidos.  Foi afirmado por Faulhaber que metade de todos os comentários sobre as Escrituras compostos pelos Padres da Igreja existem agora apenas nesta forma. 

## História
A mais antiga catena grega é atribuída a Procópio de Gaza, na primeira parte do século VI. Entre os séculos VII e X, Andreas Presbítero e Johannes Drungarius são os compiladores de catenas para vários livros das Escrituras. No final do século XI, Nicetas de Heraclea produz um grande número de catenas. Tanto antes como depois, porém, os fabricantes de catenas eram numerosos no Oriente grego, em sua maioria anônimos, e não ofereciam nenhuma outra indicação de sua personalidade além dos manuscritos de seus trechos. Compilações semelhantes também foram feitas nas Igrejas Siríaca e Copta. 
No Ocidente, Primásio, na antiga província romana da África, no século VI, compilou a primeira catena de comentaristas latinos. Ele foi imitado por Rábano Mauro (falecido em 865), Pascásio Radberto e Valafrido Estrabão, mais tarde por Remígio de Auxerre (falecido em 900) e por Lanfranco de Canterbury (falecido em 1089). As catenas ocidentais tiveram menos importância atribuída a elas. A mais famosa das compilações latinas medievais deste tipo é a de Tomás de Aquino, geralmente conhecida como Catena aurea (Corrente de Ouro) e contendo trechos de cerca de oitenta comentaristas gregos e latinos dos Evangelhos.  Tomás compôs as partes de sua Catena aurea tratando dos evangelhos de Marcos, Lucas e João enquanto dirigia o studium romano da Ordem Dominicana no convento de Santa Sabina, precursor da Pontifícia Universidade de São Tomás de Aquino, Angelicum. 
Coleções semelhantes de declarações patrísticas gregas foram construídas para fins dogmáticos. Eles foram usados no Concílio de Calcedônia em 451, no Quinto Concílio Geral em 553, também a propósito da Iconoclastia no Sétimo Concílio Geral em 787; e entre os gregos tais compilações, como as catenae exegéticas, só cessaram no final da Idade Média. A mais antiga destas compilações dogmáticas, atribuída à última parte do século VII, é a "Antiquorum Patrum doctrina de Verbi incarnatione". 
Finalmente, em resposta às necessidades homiléticas e práticas, surgiram, antes do século X, uma série de coleções de sentenças morais e fragmentos paraenéticos, em parte das Escrituras e em parte dos escritores eclesiásticos mais famosos; às vezes, um escritor (por exemplo, Gregório de Nazianzo, Basílio, o Grande, especialmente João Crisóstomo, que todos os fabricantes de catenas pilham livremente) fornece o material. Tais coleções não são tão numerosas quanto as catenas bíblicas ou mesmo dogmáticas. Parecem que todos dependem de um antigo "Florilegium" cristão do século VI, que tratava, em três livros, de Deus, do Homem, das Virtudes e dos Vícios, e era conhecido como τα ιερά (Coisas Sagradas). Em pouco tempo, seu material foi reformulado em estrita ordem alfabética; tomou o nome de τα ιερά parállela, "Sacra Parallela" (porque no terceiro livro uma virtude e um vício se opunham regularmente); e foi amplamente atribuído a João Damasceno,  cuja autoridade foi defendida (contra Loofs, Wendland e Cohn) por K. Holl no acima mencionado "Fragmente vornikänischer Kirchenväter" (Leipzig, 1899), embora o Damasceno provavelmente tenha baseado seu trabalhar na "Capita theologica" de Máximo Confessor. O texto dessas compilações antigas está frequentemente em estado duvidoso e os autores da maioria delas são desconhecidos; uma das principais dificuldades na sua utilização é a incerteza quanto à exatidão dos nomes aos quais os trechos são atribuídos. O descuido dos copistas, o uso de " siglas ", as contrações dos nomes próprios e a frequência da transcrição, geraram naturalmente muita confusão.

## Edições impressas
Do século XV ao XIX foram publicadas diversas catenas. No entanto, não existem edições modernas e há graves problemas textuais na sua edição.
Entre os editores das catenae gregas estava o jesuíta Balthasar Cordier, que publicou (1628–1647) coleções de comentários patrísticos gregos sobre São João e São Lucas e, em conjunto com seu confrade Possin, sobre São Mateus; este último estudioso também editou (1673) coleções semelhantes de trechos patrísticos sobre São Marcos e Jó. As volumosas catenas conhecidas como Biblia Magna (Paris, 1643) e Biblia Maxima (Paris, 1660), editadas por J. de la Haye, foram seguidas pelos nove volumes de Critici Sacri, sive clarissimorum virorum annotationes atque tractatus in biblia,  contendo seleções, não apenas de comentaristas católicos, mas também de comentaristas protestantes.
Uma importante coleção de catenae gregas no Novo Testamento é a de J.A. Cramer (Oxford, 1838–1844).
Para as coleções bizantinas de sentenças éticas e provérbios de (Estobeu Maximus Confessor, Antonius Melissa, Johannes Georgides, Macarius, Michael Apostolios) em parte de fontes cristãs e em parte de fontes pagãs, ver Krumbacher, pp. 600–4, também Elter, E. (1893), De Gnomologiorum Graecorum historii atque origine, Bonn.

## Catenas online
Alguns sites hospedam versões online de catenas, sejam elas uploads de livros mais antigos ou obras originais. Um exemplo de catena original da web é CatenaBible.com, fundado em 2015,  que fornece comentários dos Padres da Igreja e de escritores mais modernos, como George Leo Haydock. Outro exemplo de versão online é a "e-Catena" de Peter Kirby sobre os primeiros escritos cristãos (Early Christian Writings). 